# Санта-Марія-делла-Скала

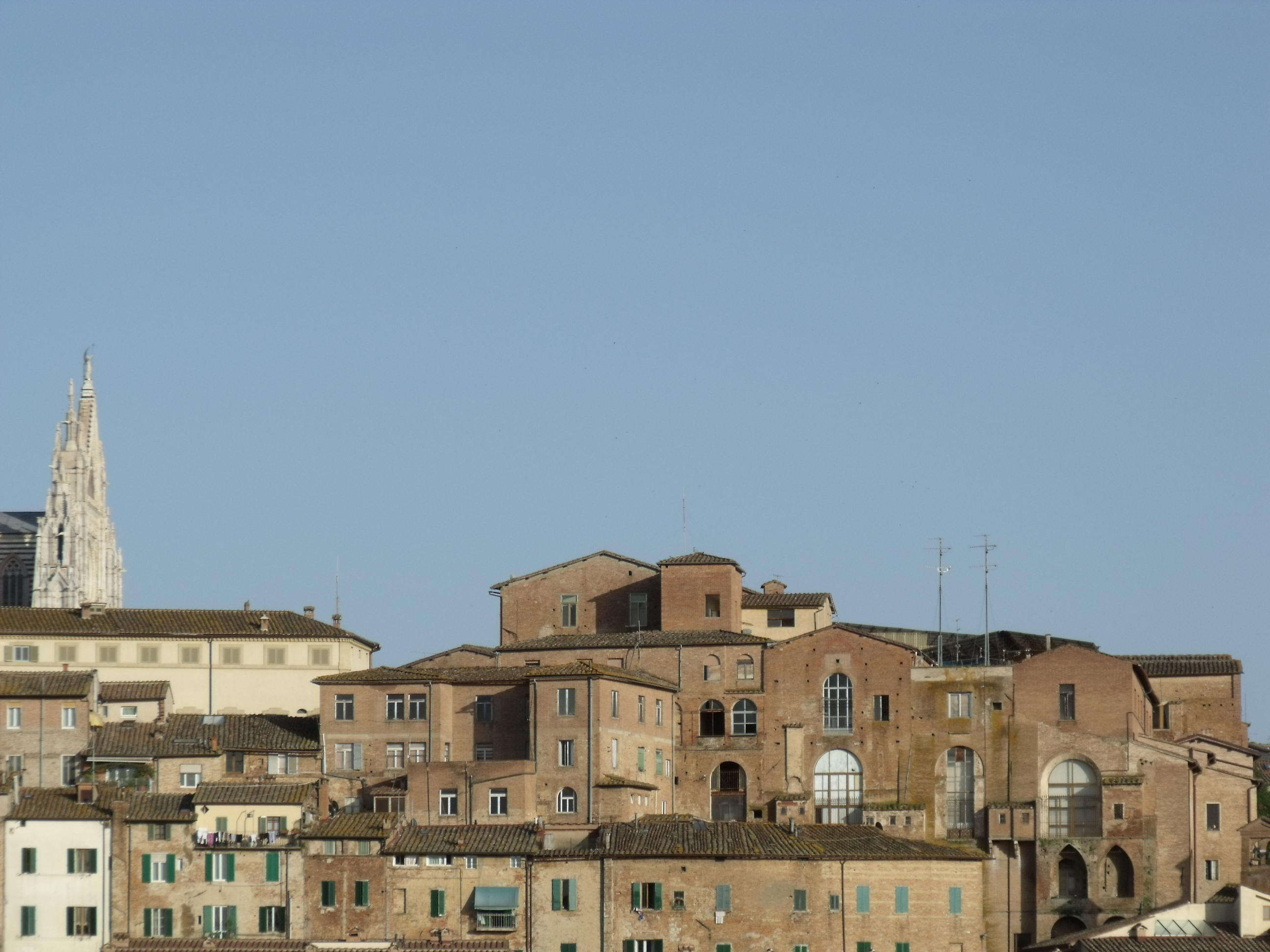
Вид на Санта Марія делла Скала від Сан Просперо (західна сторона), зліва видно фасад кафедрального собору

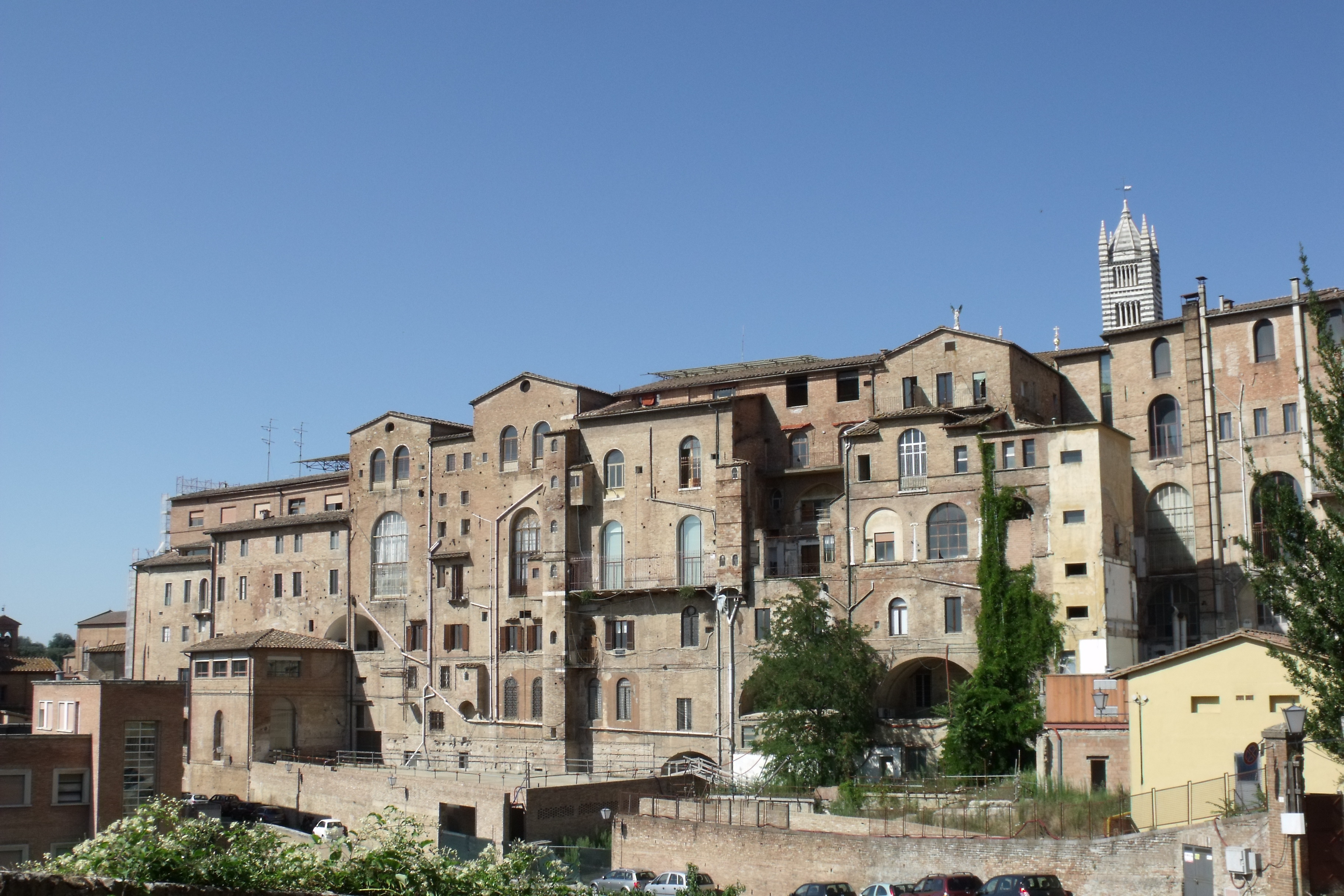
Задня сторона будівлі, на задньому плані — дзвіниця кафедрального собору

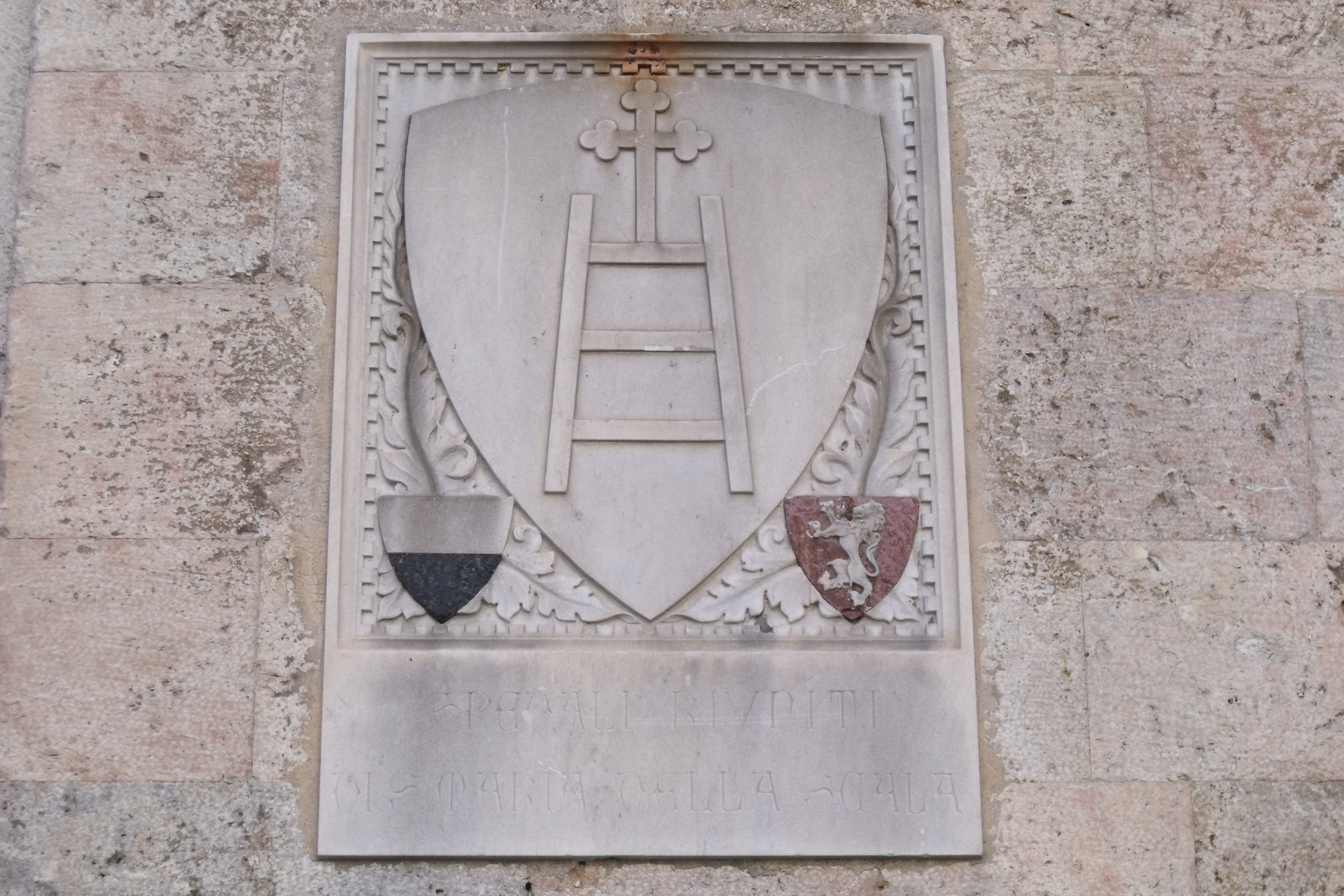
Герб Санта Марія делла Скала у головного порталу, зліва знизу герб міста Сієни(Balzana), знизу справа — лев провінції Сієна

Санта Марія делла Скала (італ. Santa Maria della Scala, буквально «Свята Діва Марія на сходах») — колишній шпиталь (італ. Ospedale di Santa Maria della Scala), госпіс, дитячий будинок-інтернат, ксеноходій, колишній прихисток паломників (пілігримів) та сучасний музейний комплекс (Complesso museale di Santa Maria della Scala) в Сієні, Італія.
Доходи шпиталь отримував частково від пожертвувань та виконання робіт для мешканців Сієни, частково від багатих меценатів. Головою шпиталю був ректор, який керував переважно т.зв. «світськими братами» (тобто не монахами, а тими, хто взяв на себе лише частину обітниць), які підтримували діяльність шпиталю.
Санта-Марія-делла-Скала була одним з найперших шпиталів у Європі та є одним з найстаріших шпиталей, які все ще існують у світі (з урахуванням переїзду у нові будівлі). Він відіграв значну культурну роль у житті міста та сьогодні є одним з трьох найголовніших культурних об'єктів Сієни.
У комплексі чергуються ряд музейних колекцій, починаючи від стародавніх (Національний археологічний музей в підвалі) до сучасності, з монументальними кімнатами і вузькими коридорами, лабіринтами тунелів з туфу і великих просторів з цегли. Його 350 000 кубічних метрів простору (з яких 18 000 квадратних метрів відкриті для громадськості) настільки різноманітні, історично і художньо, що можуть бути прочитані як історія міста, що охоплює проміжок приблизно в тисячу років. Будинок має цінні біфори, фрески, люнети, рельєфи, травеї, скульптури та картини на полотнах значущих митців починаючи з 11-го сторіччя. У музеї розташований знаменитий Зал паломників (італ. Pellegrinaio), що містить найбільш важливу серію фресок п'ятнадцятого століття Сієнської школи.

## Розташування
Головний вхід розташований на Соборній площі (італ. Piazza del Duomo) навпроти Сієнського собору. Сам комплекс будівель з його майже 350 000 м3 розташований у найстарішій частині міста та поділений між контрадами Орел (італ. Aquila) та Ліс (італ. Selva). Зліва фасад будівлі межує з Палаццо Скварчіялупі (італ. Palazzo Squarcialupi) на Віа дель Капітано, справа — з Каса дель Камерленго (італ. Casa del Camerlengo) на Віа дель Фузарі, а посаду будівля виходить на Віа дель Россо ді Сант'Анзано.
Історично через Сієну проходила так звана Дорога франків (другий за важливістю середньовічний паломницький маршрут після Шляху св. Якова), який відомий з 870-х років та поєднував Рим та Кентербері, і Санта-Марія-делла-Скала був на цьому маршруті.

## Історія

### Філантропічна діяльність
Шпиталь Санта-Марія-делла-Скала принаймні з 1193 року до 18-го сторіччя здійснював філантропічну діяльність:
- до шпиталю часто підкидали немовлят. Його працівники вели детальні записи щодо кожної дитини, щоб батьки могли потім їх знайти. Процедура догляду за дітьми застосовувалась відповідно до віку: немовлят віддавали годувальницям, пізніше виховували та навчали; з віку 8 років їх навчали ремеслу, а те, що вони заробляли від продажу свого ремесла, шпиталь зберігав для них. У віці 18 років вони могли полишити шпиталь, тим, хто так вирішував, віддавали їх накопичені заробітки плюс 100 сольді, комплект одягу та облаштування для будинку, дівчатам додатково надавали 50 лір приданого.
- бідним три рази на тиждень влаштовувати безкоштовні обіди;
- хворих годували безкоштовно і лікували. Для Середньовіччя принципи лікування шпиталю були незвичні: одне ліжко на кожного хворого пацієнта та чисті простирадла, спрямування на лікування хворого, що описується як «один з найбільш ранніх прикладів терапевтики». У шпиталі був один лікар та один хірург, а в 16-му сторіччі був доданий ще один хірург. У 17-18-му сторіччі шпиталь фактично перетворився у навчальний госпіталь (тобто майбутні лікарі могли отримати практичний досвід у наставників).
- піклування про паломників: паломника надавали безкоштовне розміщення та харчування у залах паломників, розділених за статтю. А коли вони йшли далі, то отримували ваучери на їжу та пиття на території, підконтрольній Сієні, для продовження їх подорожі[9].

### Легенда та рання історія
Існує легенда, що шпиталь був утворений після того, як чоботар по імені Сороре (італ. Sorore або італ. Beato Sorore, «блаженний Сороре») надав свій будинок паломникам та хворим. За легендою цей чоботар жив у 832-898 роках н. е., а його мати у день його народження мала сон (sogno della madre di Sorore), в якому її син піднімається сходами (драбиною) на небеса, звідки власне і походить назва. Походження імені Sorore невідомо, але, здається вже було у використанні в 1440 р. При розкопках в 1492 році були знайдені мощі, які добре збереглися, і які було приписано Сороре. А легенда про його дати життя та смерті виникла завдяки монаху-домініканцю Грегоріо Ломбарделлі, який в 1585 році поширив свій твір (з начебто знайденою ним легендою) «Життя блаженного Сороре Сієнського, засновника великого шпиталю Санта-Марія-делла-Скала» (італ. La vita del beato Sorore da Siena, fondator del grande ospedale di Santa Maria della Scala)
Перші будівельні роботи на місці комплексу будівель почалися в 9-му ст. н. е. під покровительством одного каноніка. Перша письмова згадка про будівлю — від 29 березня 1090 року у пергаменті, в якому одне подружжя заповідало землі ректору Альберіко. Спочатку будівля використовувалась як госпіс, але вже в 10-му сторіччі — і як шпиталь. До цього часу до будівлі відносяться Атріум та перша Зала паломників (сьогодні має назву «Церква шпиталю»). Назва будівлі першою частиною (Санта Марія) завдячує собору, присвяченому Вознесінню Діви Марії, а друга (делла Скала) — від сходів собору, які ведуть до собору від головного фасаду будівлі. При цьому не відомо, чи драбина у значенні сну матері на гербі Санта Марія делла Скала вказує на Сороре або на сам собор. Перші привілеї шпиталь отримав від папи Целестина III 15-го та 17-го червня 1194 року, завдяки яким шпиталь після десятирічної суперечки між церковниками (каноніками) і "світськими братами" обрав самостійний від собору, лаїцистський шлях розвитку.
Перше кладовище шпиталю (згадка 1215 року) розташовувалось на території між головним входом та собором, який будувався, на місці сучасної Соборної площі. Після завершення будівництва собору та його сходів, в 13-му ст. була створена площа, покрита бруківкою, яка використовувалась містом для представницьких подій.
В 1250 році була побудована перша Зала паломників (італ. Pellegrinaio) в (першій) церкві шпиталю. Новою (другою) Залою паломників слугували зали комплексу будівель під назвами «Святий Анзано» та «Святий Галгано», які спочатку були окремими будинками. Справа від фасаду 1290 року за головування ректора Орландо ді Гульєрмо да Чіузуре (головував 1286–1294 рр.) був побудований Палац ректора (італ. Palazzo del Rettore), а зліва 1298 року — прибудований Будинок годувальниць (італ. Casa delle Balìe) за наказом ректора Рісторо ді Гіунта Менґі.

### Устави та розширення (Середньовіччя)
Перші письмові правила були створені в 1280-ті роки, але стосувались в першу чергу правил спільного життя та поведінки в ордені. Перші письмові статути брати ордену створили в 1299 році. Праця Ordo seu religio fratum hospitalis beate Marie virginis gloriose ante gradus maioris ecclesie Senesis латиною була створена для захисту від впливу та управління Сієнською республікою. Правління Дев'ятьох (італ. Governo dei nove), яка розпочалось в Сієні 1295 року, зобов'язало орден подавати облік та звітність до Біккурни (щось типу управління податкового обліку). В травні 1305 року були поширені статути вульгарою та латиною. Статути, написані вульгарою (Statuto dell'ospedale di Santa Maria Vergine di Siena dell'anno MCCCV) належать до одних з перших відомих статутів цією мовою (після Breve di Montieri 1219 року,, але раніше статутів міста Сієни, які вульгарою були написані (перекладені) лише 1310 року). Статути від 1305 року, над якими співпрацював і Агостино Новелло, вперше письмово визначили ролі скарбника (камерленга), нотара та писаря. В 1309 та 1318 роках статути були оновлені та розширені. Наприклад, статути 1318 року визначили обов'язок ректора перед вступом на пост передавати все своє майно спільноті. В них же вперше визначений інститут спеціаліста (аптекаря). Між 1305 та 1404 роками ректори Санта Марія делла Скала обиралися братством, після того призначалися містом Сієна. Ця посада вимагала вік не менше 40 років, а призначення діяло до кінця життя. Однак ще до 1404 року на призначення ректора вплив справляла політична ситуація в місті і відомі випадки зміщення ректора.
Наприкінці 13-го сторіччя шпиталь розширювався як назовні, так і всередину власної території. Зовні, на околицях Сієни, були створені так звані Комори (італ. Grancie), укріплені сховища, щоб дати мешканцям шпиталю автономне постачання продуктів харчування та фінансовий дохід. Усередині розпочато серйозну до- та перебудову, яка в 1330-ті роки дала відому зараз першу Залу паломників. Головний фасад з біфорами було розпочато в 13-му сторіччі, а 1335 року прикрашено фресками Амброджо і П'єтро Лоренцетті та Сімоне Мартіні («Історії Богородиці», сьогодні приховані). Третій (видимий з Соборної площі) поверх з п'ятьма біфорами справа від головного порталу з'явився між 1300 та 1350 роками.
В 14-му сторіччі також були проведені суттєві перебудови всередині комплексу. В цей час з'явився так званий Сіновал (італ. Fienile), в 1388 році з лівої сторони був прибудований Палаццо Скварчалупі, до якого на найнижчому поверсі було побудовано критий перехід — провулок Святого Анзано (італ. Chiasso di Sant’Ansano). Наприкінці 14-го сторіччя були додані Пасаж (італ. Passagio) та Зала Св. Пія (італ. Sala San Pio). Ректор Андреа Торі 1359 року створив Дворик для мощей.
Між 1445 та 1447 роками з'явилась каплиця Святих Нігтів (італ. Cappella del Sacro Chiodo, інша назва — Старе Захристя) на виконання ініціативи ректора Джованні ді Франческо Буццікеллі (правив 1428–1444) щодо виставлення реліквій. Між 1467 та 1471 роками за правління ректора Нікколо ді Грегоріо Ріковері (правив 1456–1476 рр.) по всьому фасаду було облаштовано третій поверх та створено 10 вікон.
Політична ситуація в Сієні за часів тирана Пандольфо Петруччі вплинула і на шпиталь, і обраний 1479 року ректор Салімбене Капаччі (* 1433; † 1497) вже 1480 року мусив втекти у Камерино і був заміщений Чіно ді Чессо Чінугі. Лише у 1483 році Капаччі зміг повернутися до ректорства.
Після падіння Сієнської республіки 1555 року, в 1575 році було знову відбудовано Комори у Серре ді Раполано за правління ректора Клаудіо Сарачіні. Між 1591–1599 роками Фердинандо I Медічі провів далекосяжні реформи, які призвели до встановлення ректором Агостіно д'Агостіно Кіджі (23 червня 1563-16 червня 1639, правління 1598–1639) з шляхетного роду Кіджі.

### Новий час та заснування музею
Останні великі добудови до комплексу відбулися 1723 року, коли була додана двоповерхова права частина, яка межує з Віа деі Фусарі.
З 1886 року Санта Марія делла Скала була перетворена на поліклініку та університетську клінічну лікарню. У лікарні 19.09.1985 помер італійський письменник Італо Кальвіно.
Нова сієнська лікарня — Поліклініко Санта Марія ле Скотте була створена в 1980-ті роки. Після завершення будівництва перших двох етапів будівництва 1984 року лікарня переїхала у нову будівлю, а щодо Санта Марія делла Скала з'явились плани реставрації та перетворення у музейний комплекс. Тендер, оголошений містом Сієна, виграв 1993 року архітектор Гуідо Каналі з Парми. Національний археологічний музей Сієни переїхав до комплексу вже 1993 року, а в 1995 році публіка змогла побачили Залу паломників (італ. Pellegrinaio).
З завершенням третього та четвертого етапів будівництва нової поліклініки в 1996 році з комплексу виїхали останні медичні підрозділи, що дало змогу розпочати реставрацію решти приміщень та надання до них доступу. В 1999 році у захристі були розташовані мощі ректора Салімбене Капаччі, його дружини Маргерити Соцціні та письменника Джироламо Маккі († 1734).
Останнє відкриття приміщень для вільного доступу публіки відбулося 2003 року з відкриттям Палаццо Скварчіалупі (італ. Palazzo Squarcialupi). На цей час для публіки доступно бл.18 000 м2.

### Митці
У комплексі будівель знаходяться роботи таких митців як П'єтро Алді, Андреа ді Бартоло, Доменіко ді Бартоло, Таддео ді Бартоло, Бартоло ді Фреді, Джироламо ді Бенвенуто, Бенвенуто ді Джованні, Доменіко Беккафумі, Алессандро Касолані, Себастьяно Конка, Джакомо Коццареллі, Гвідоккйо Коццареллі, Чіро Феррі, Антоніо Федерігі, Себастьяно Фоллі, Франческо ді Джорджо ді Мартіні, Джованні ді Паоло, Якопо ді Міно дель Пеллік'яо, Амброджо Лоренцетті, П'єтро Лоренцетті, Рутиліо Манетті, Сімоне Мартіні, Маттео ді Джованні, Бернардіно Мей, Джузеппе Нікола Насіні, Паоло ді Джованні Фей, Астольфо Петрацці, Якопо делла Кверча, Пріамо делла Кверча, Франческо Рустічі, Сімондіо Салімбені, Вентура Салімбені, Сано ді П'єтро, Тіто Сароккі, Содома (тобто Джованні Антоніо Баччі), П'єтро Соррі, Лука ді Томме, Андреа Ванні, Франческо Ванні, Ліппо Ванні, Векк'єтта та інших.

## Внутрішні приміщення

### Атріум

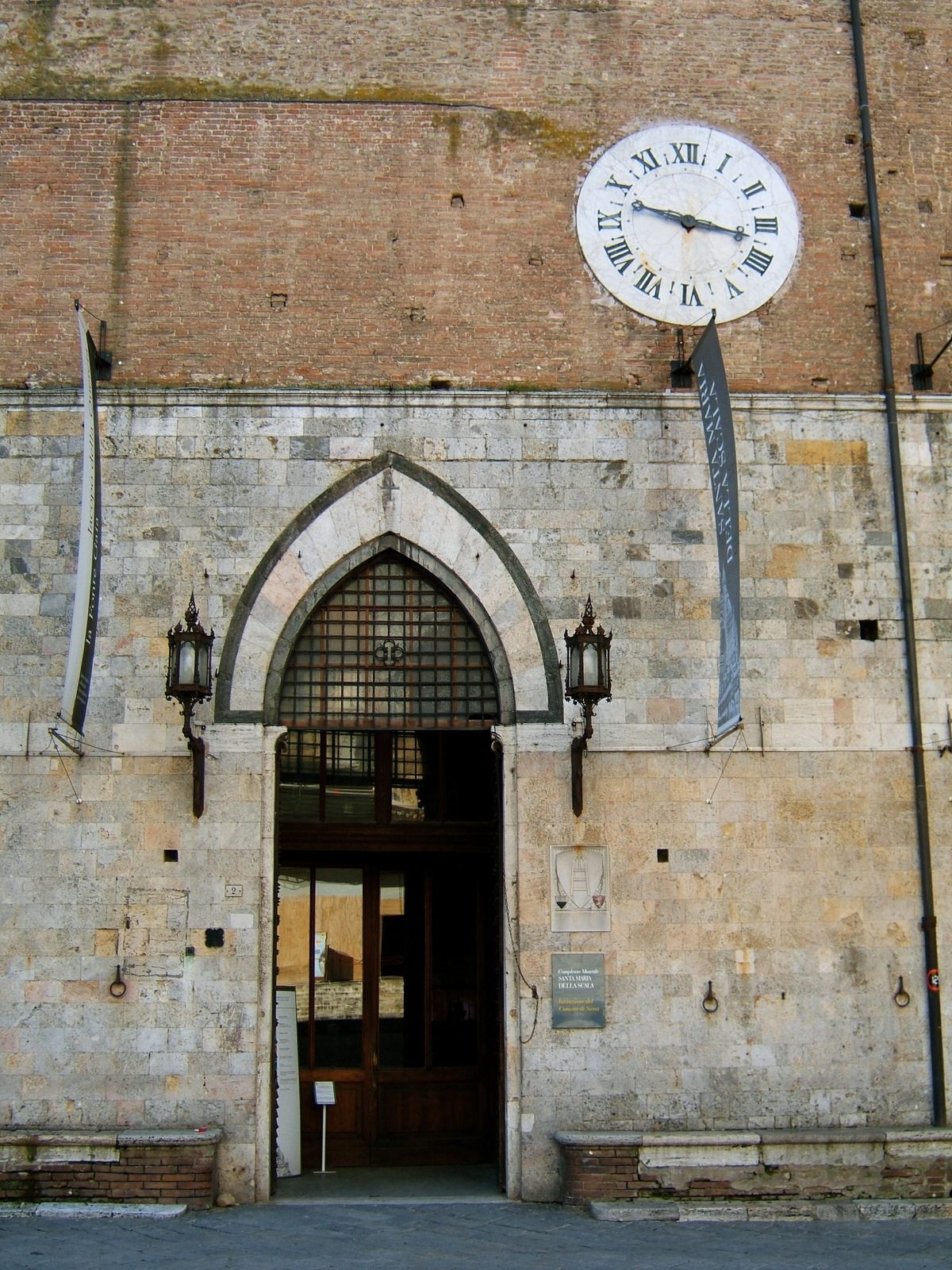
Колишній головний вхід та прохід до Атріуму з Соборної площі

Атріум у будівлі Санта-Марія-делла-Скала, на відміну від свого оригінального архітектурного сенсу, був входом. Зараз вхід знаходиться у Залі жінок-паломників в Палаццо Скварчіалупі недалеко від Віа дель Капітано з лівого боку від головного фасаду і Атріуму.
Атріум містить пам'ятні камені на згадку колишніх ректорів лікарні, найстаріший з яких присвячений ректору Джованні ді Тезе дей Толомеї (на посаді 1314–1339 рр.). Також слід відзначити горельєф ректора Джованні Баттіста Тонді (на посаді 1505–1507 рр.). Центральний барельєф містить герб ректора Агостіно д'Агостіно Кіджі (на посаді 1563-16 червня 1639 рр.), намальований Вентура Салімбені та виконаний Ашіано Коватті.

### Каплиця Мадонни
Каплиця Мадонни (або каплиця сестри Єлизавети Бьяджіні) була створена 1680 року з каплиці Святих Іоакима та Ганни за замовленням сестри-монашки Єлизавети Бьяджіні. Триптих на полотні «Аполлонія (Різдво Пресвятої Богородиці, Візит вохвів та Втеча в Єгипет)» написаний Джузеппе Нікола Насіні та його сином, так само як і фрески «Коронація Діви Марії» та «Діва коронує Трійцю». Картина на дошці «Мадонна з сином та ангелами» належить художнику Паоло ді Джованні Фею. Маттео ді Джованні 1482 року намалював картину «Побиття немовлят» для церкви Св. Августина, але тепер картина знаходиться в каплиці Мадонни.

### Каплиця Мадонни в мантії
Каплиця Мадонни в мантії раніше була відома як Каплиця реліквій, а сьогодні ще має другу назву — Нова каплиця. Травеї (справа: «Святий Амвросій», «Святий Августин», «Святий Григорій Великий та Святий Ієронім»; зліва: «Святі Антоній та Доменік», «Святі Креченсціо, Савіно, Анзано та Вітторе», «Франческо на Джорджо») були створені 1370 року Мео ді Перо та Крістофоро ді Біндоккіо (також відомим як Малабарба). Люнет під назвою «Зустріч Іоакима та Анни» (або «Зустріч у Золотих воріт») був розпочатий Беффакумі 1513 року. Інші люнети створені Ліппо Ванні («Свята Катерина Александрійська», приписується), Якопо ді Міно дель Пелліччайо («Святий мученик») та Бартоломео ді Давиду («Вид на Рим», бл. 1513 р.). Картина Беккафумі на дереві «Трійця і святі Косьма, Іван Хреститель, Іван Богослов і Дем'ян» сьогодні перебуває у Національній пінакотеці Сієни. Фреска, яка дала назву каплиці, — «Мадонна в мантії» (інша назва «Божої Матері милосердя») була створена 1444 року Доменіко ді Бартоло та 1610 року була перенесена у Каплицю Святих нігтів.
У 20-му сторіччі каплиця використовувалась як станція невідкладної допомоги.

### Каплиця Святих нігтів (Старе захристя)

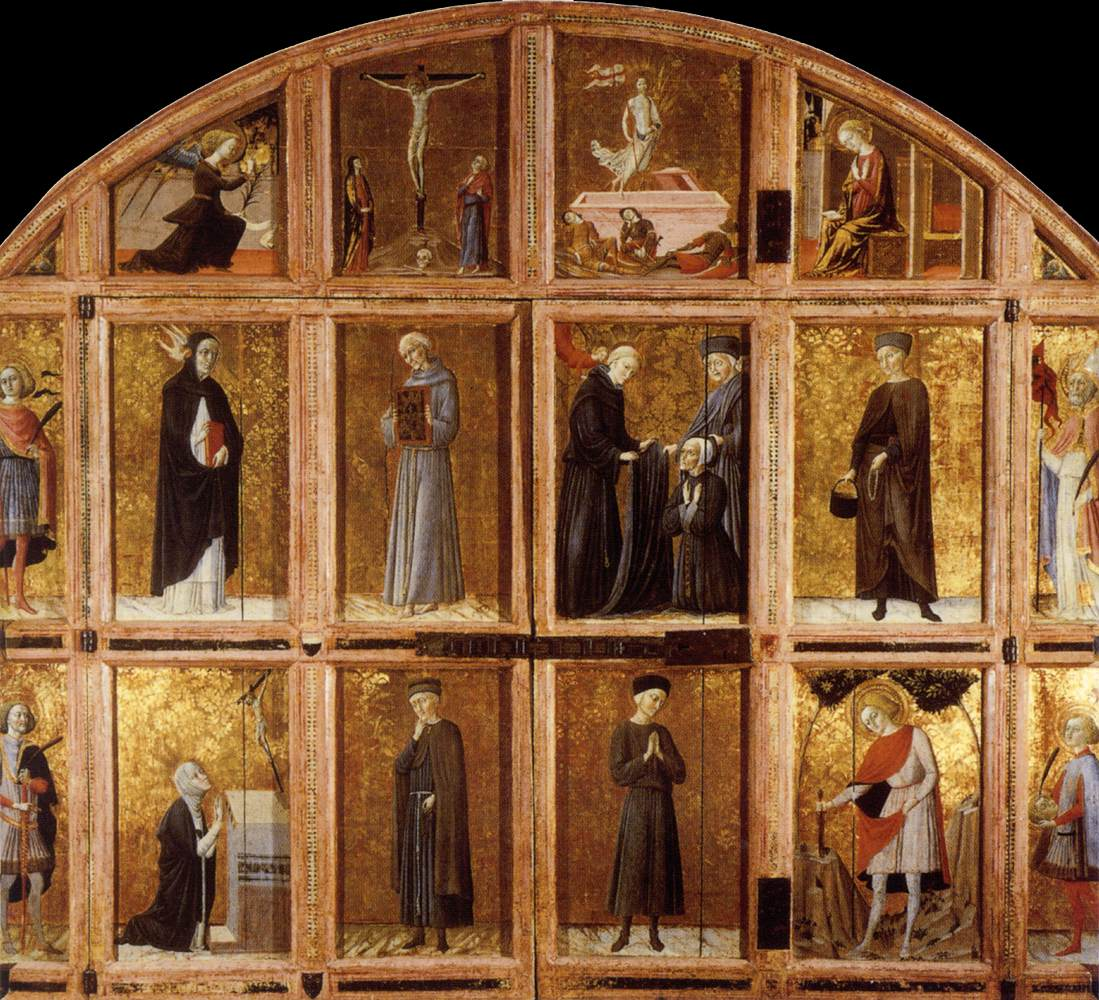
Розписна шафа для реліквій «Арлік'єра» авторства Векк'єтти

Каплиця Святих нігтів або Захристя (італ. Cappella del Sacro Chiodo, інші назви італ. Sagrestia та італ. Sacrestia Vecchia або лат. Sacrestia Grande) кімната, яка зразу постала як зала для реліквій. Папа Євгеній IV 1443 під час свого шестимісячного перебування в Сієні наділив шпиталь додатковими привілеями, щоб він міг виставити реліквії з Константинополя (Скарб Санта-Марія-делла-Скала) (сьогодні перебуває у Дворику). Плани створення захристя з'явились за ректора Джованні ді Франческо Буццікеллі, який однак помер 1444 року. Захристя було створено в 1445–1447 роках архітектором Гуідоккіо.
Центральне місце в каплиці займала розписна шафа (273 x 187 см) для реліквій «Арлік'єра» (італ. Arliquiera), розписана Векк'єттою (прізвисько/псевдонім тодішнього ректора Урбано ді П'єтро дель Белло). Шафа 1898 року була перенесена до Регіональної галереї красних мистецтв (сьогодні — Національна пінакотека Сієни). 16 картин на фасаді шафи серед іншого зображують Бернардин Сієнський, Свята Катерина Сієнська та меч Святого Галгано (Spada nella roccia) абатства Святого Галгано в К'юздіно (зараз руїни). Внутрішня сторона задньої стінки містить 8 картин, серед них «Остання (таємна) вечеря» та інші сцени Страждань Христових. Помічниками Векк'єтти при розпису шафи були П'єтро ді Джованні д'Амброджо та Сано д'Андреа.
Фрески каплиці були створені Векк'єттою між груднем 1446 р. та вереснем 1449 р. та частково сильно пошкоджені. Центральна фреска, яка досить непогано збереглася, зображує Христа з Євангелієм від Івана, відкритим на вірші 8, 12 (Ego sum lux mundi qui sequitur me non ambulat in tenebris sed habebit lumen vitae). По боках Христа — чотири Євангелісти, з яких можна розгледіти лише двох — Матвія та Івана. Зовні від Євангелістів розташовані фігури чотирьох перших Учителів Церкви, які однак за розміром лише половина розміру фігур Євангелістів. По краях фрески намальовані фігури пророків.
При будівництві та збільшенні вже через декілька років Церкви Благовіщення Пресвятої Богородиці (церква шпиталю) наприкінці 15-го сторіччя більшість реліквій була перенесена туди. Тому вже невдовзі після завершення кімната втратила своє значення, і роботи Векк'єтти в захристі навіть не були згадані у творі Джорджо Вазарі «Життєписи найславетніших живописців, скульпторів та архітекторів» (1568).
З 1579 по 1584 роки кімната використовувалась Конгрегацією Святих нігтів (італ. Congregazione dei Sacri Chiodi), заснованою Маттео Гуерра 1567 року. За ректора Агостіно д'Агостіно Кіджі мистецтво художників (італ. Arte dei pittori) прийшло у кімнати, при цьому каплиця Святих нігтів з розписами Векк'єтти була практично знищена. 7 червня 1610 року за наказом Кіджі «Мадонна в мантії» Доменіко ді Бартоло була перенесена у Каплицю Мадонни в мантії, а мощі блаженного Сороре — у Захристя.
Ректор Джуліо ді Джироламо Панніліні 1784 року перетворив каплицю у хірургійну залу, а мощі блаженного Сороре були перенесені до каплиці Розп'яття. Перші реставраційні роботи та розкриття зафарбованих фресок розпочалися 1865 року та були завершені 1946 року Дієго Петтінеллі.

#### Інші роботи в каплиці
- Доменіко ді Бартоло: «Мадонна в мантії» (інша назва «Божої Матері милосердя»), 1444 р. в каплиці Мадонни в мантії, перенесена до Старого захристя 1610 року)
- Векк'єтта: Боковий цикл фресок (справа наліво, згори до низу)
  - «Бог-Отець Творець неба і землі», «Створення Адама і Єви», «Даниїл і його друзі в печі вогненній»;
  - «Різдво», «Оголошення про народження Самсона»;
  - «Зішестя Христа в Чистилище»;
  - «Воскресіння на третій день», «Сходження на небеса», «Іона в череві кита»;
  - «Вселенське Правосуддя», «Видіння Даниїла вогненної колісниці»;
  - «Я вірю в Дух Святий», «Слава Єрусалимського храму», «Соломону, який робить жертвопринесення в Храмі»;

### Провулок Святого Анзано

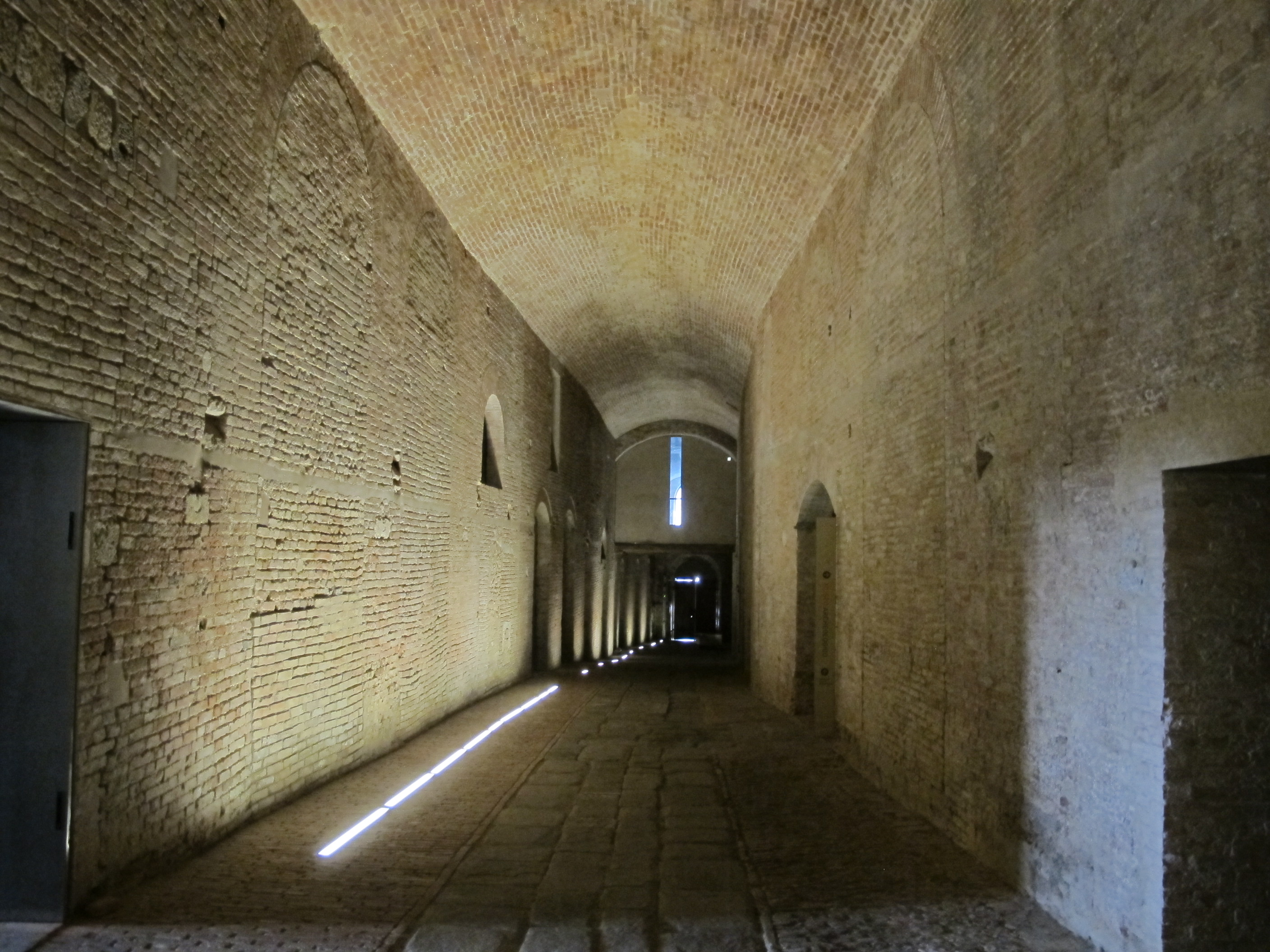
Провулок Святого Анзано

Провулок Святого Анзано (італ. Chiasso di Sant’Ansano, інші назви — італ. Chiasso vecchio (старий провулок) або італ. Strada interna (внутрішня дорога)) — це перехід/тунель, який вів від Лісової площі (італ. Piazza della Selva (Vallepiatta)) до т.зв. Дворика (італ. Corticella) та через Візничі ворота (італ. Porta dei Vetturali, бл. 1338 р.) до Соборної площі. Ворота, які сьогодні замуровані, раніше були розташовані зліва від фасаду поблизу Палаццо Скварчіалупі під так званим Будинком годувальниць (італ. Casa delle Balìe). Перехід був побудований між 13-м і 15-м століттями для доставки продуктів харчування та будівельних матеріалів і розташований на трьох поверхах. Сучасний тунель ще в 12-му сторіччі був окремою вулицею, яка проходила позаду комплексу будівель. По мірі придбання численних будинків у кварталі Валлеп'ятта ді Сопра (італ. Vallepiatta di Sopra), вони поступово приєднувались до початкового будинку — спочатку були побудовані над вулицею мости (Ponte dell'Orto, Ponte dell'Ospedale, Ponte del Pellegrinaio, Ponte sotto l'Ospedale, Ponte di Vallepiatta) між цими будинками і головним комплексом, а пізніше вулицю повністю перекрили склепіннями.
У сучасному провулку існують переходи до «Ордену Святого Ієроніма» (італ. Compagnia di San Girolamo), «Ордену Пресвятої Діви Марії під Склепіннями» (італ. Compagnia di Santa Maria sotto le Volte) та до Археологічного музею.

### Церква Благовіщення Пресвятої Богородиці (церква шпиталю)

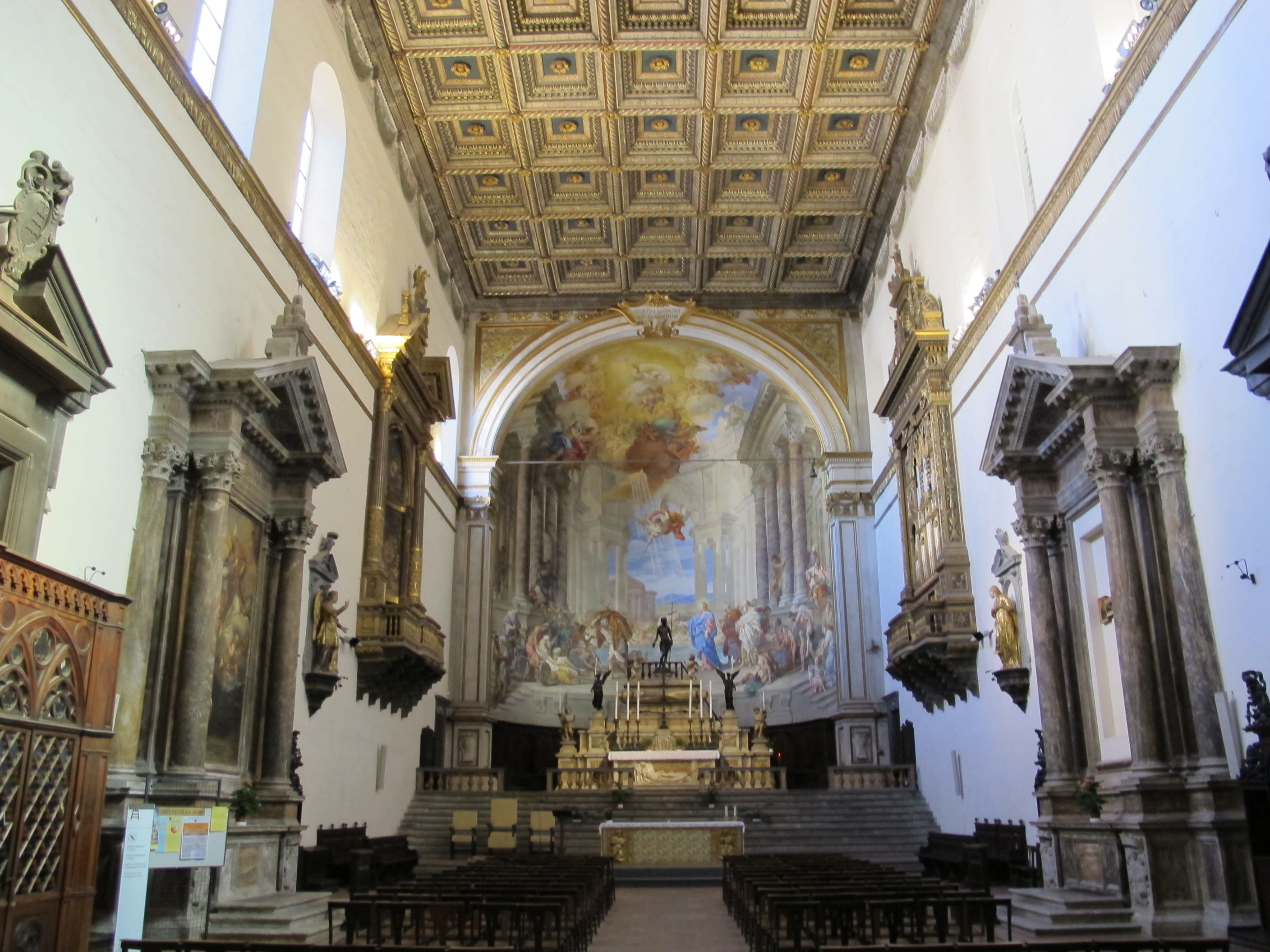
Церква Благовіщення Пресвятої Богородиці

Вбудована в комплекс церква Благовіщення Пресвятої Богородиці (італ. Chiesa della Santissima Annunziata, вона ж церква шпиталю) розташована поруч з вхідною групою навпроти Сієнського собору. Перша церква на цьомі місці постала бл.1250 року з приміщення, яке використовувалось як Зала паломників, сучасна церква з'явилась наприкінці 15-го сторіччя шляхом майже повної перебудови попередньої церкви. Архітекторами цієї «другої» церкви були Гуідоккіо д'Андреа та Векк'єтта, яким допомагав Франческо ді Джорджо. Орган був створений в періоді 1514–1519 рр. майстром Джованні ді Маестро Антоніо (також відомим як Піффаро). Себастьяно Конка в 1731–1732 рр. розширив та перебудував церкву на виконання заповіту ректора Уголіно Білло. Окремий вхід до церкви, розташований зліва від (колишнього) головного порталу з'явився лише 1905–1907 роками.

#### Вибрані твори мистецтва в церкві
- Карло ді Андреа Галлетті: «Давид» (керамічна скульптура)
- Чіро Феррі: «Видіння Святої Терези» (картина на полотні)
- Франческо ді Джорджо: фреска
- Горо ді Сер Неселлаті: «Сан Б'яджо» (срібна скриня для реліквій, 1437 р.)
- П'єтро Локателлі (1634–1710): «Успіння Пресвятої Діви Марії» (картина на полотні, бл.1676 р.)
- Джузеппе Маццуолі: «Ісус помер» (рельєф, 1671/72 рр.)
- Джованні Марія Монранді (1622–1717): «Благовіщення Пресвятої Діви Марії» (картина на полотні, бл.18. ст., приписується)
- Векк'єтта: «Христос Воскреслий» (бронзова скульптура, 1476 р.)

### Орден Святого Ієроніма
Орден Святого Ієроніма (італ. Compagnia di San Girolamo) з'явився в першій половині 15-го ст. з членів Конгрегації Святого Герадо (італ. Congrega San Gherado). 1443 року ректорат шпиталю передав йому приміщення на Chiasso di Sant'Ansano та поруч з моргом. Незважаючи на суперечку щодо перейменування ордену на честь св. Бернардина Сієнського в 1525 році, орден зберіг свою назву. У документах Фабіо Кіджі (папа Олександр VII) Амброджо Лоренцетті названий автором фресок в приміщенні ордену wird. Ораторій був облаштований чотирма вівтарями та роботами Алессандро Казолані, члена ордену. Ці роботи з 1785 року пропали. Сьогодні в приміщенні ще можна побачити фрески невідомого художника 17-го сторіччя — «Христос скований», «Христос коронований» та «Святий Ієронім».

### Орден Пресвятої Діви Марії під Склепіннями
Ораторій, також відомий як ораторій Пресвятої Діви Марії під Склепіннями (італ. Oratorio di Santa Maria sotto le Volte), належав релігійному братству дисциплінаріїв Пресвятої Марії (італ. Confraternità dei Disciplinati di Maria Santissima), яке було утворено в 13-му сторіччі в Сієнському соборі (перша згадка 1222 року) і з 1384 року розташовувалось в Санта-Марія-делла-Скала. В першій половині 16-го сторіччя братству були передані приміщення «під склепіннями». 1606 року до братства вступив сієнський митець Іларіо Казолані, однак його робіт у приміщеннях не має. З братства 14 квітня 1785 року було утворено «Товариство виконавців благочестивих розпоряджень» (італ. Società di Esecutori di Pie Disposizioni). Сьогодні братство розташоване у Сієні на Віа Рома.
Каплиця з дотичним захристям поєднані склепіннями, розмальованими фресками. В інших дотичних приміщеннях розташовані роботи 19-го та 20-го сторіч, які походять з Академії красних мистецтв. Представлені митці — П'єтро Алді, Амос Кассіолі, Цезаре Массарі («Колона перемоги», 1868 р.), Паріде Раскуччі («Добрий самаритянин», 1898 р.), Артуро Віліджарді («Коханка», 1890 р.) та Анджіоло Вісконті.

#### Обрані твори мистецтва
- Алессандро Казолані: «Мадонна з немовлям і Святими Петром та Павлом» (картина на полотні, 1598 р.)
- Бенвенуто ді Джованні: малюнки на люнетах
- Джованні ді Паоло: «Святий Іван Хреститель» (фреска в захристі)
- Гуідуччіо Коццареллі: бюсти
- Амброджо Лоренцетті: «Пустеля» (фреска, 1348 р., приписується)
- Рутиліо Манетті: «Святий Бернард», «Свята Катерина» та «Блаженний Джованні Коломбіні» (три картини на полотні в захристі, бл. 1613/14 рр.)
- Нікколо ді Сенья: «Розп'яття на хресті»
- Сано ді П'єтро: «Мадонна з немовлям та святими»
- Содома: «Святе сімейство»
- Лука ді Томме: фрески в захристі
- Андреа Ванні: «Христос, що благословляє»
- Андреа Ванні: «Віщунка, яка провіщає Августу народження Христа» (фреска в захристі)

### Дворик (склади Дворика)
Так званий Дворик (італ. Corticella) — це прохідна кімната на третьому поверсі, через яку можна потрапити до «Сіновалу» (Fienile) та до Ораторію Святої Катерини Нічної (італ. Oratorio di Santa Caterina della Notte) «Товариства виконавців благочестивих розпоряджень».
До Дворику примикають Склади Дворика (італ. Magazzini della Corticella), в яких сьогодні міститься так званий скарб Санта-Марія-делла-Скала (італ. Tesoro di Santa Maria della Scala) — йдеться про реліквії походженням з Константинополя, які ректор Андреа Торі придбав 28 травня 1359 року у флорентійського купця П'єро ді Джунта Торріджані (італ. Piero di Giunta Torrigiani) з міста Сін'я за 3000 флоринів. Перші переговори про придбання реліквій відбулись 24 квітня 1359 у Веенеції, де монах Андреа затримався по інших справах шпиталю та зустрівся з купцем. Документ (Акт) про придбання реліквій посвідчений нотаріусом Альбертіно Пластелліні ді Пластеллі з Болоньї та прокуратором Санта-Марія-делла-Скала Андреа ді Граціє. Документ, який називається «дарчою», щоб не складалось враження про торгівлю реліквіями, зберігся до цього часу та виставлений у Складах Дворику.
Після укладення акту реліквії були переправлені морем з Венеції до сієнської гавані в Таламоне (сьогодні частина Орбетелло), а звідти по суші до Сієни. З реліквіями було також придбано цілорічний візантійський євангелістарій на пергаменті з 318 сторінок з мініатюрами чотирьох Євангелістів, створений в 11 сторіччі.
Важливою реліквією вважаються мощі святого Івана Золотоустого, які щороку доступні публіці 25 березня на свято Благовіщення Пресвятої Богородиці. З 1449 року вони зберігались у Захристі у шафі Арлік'єра (італ. Arliquiera), а після перебування в деяких інших кімнатах шпиталю, зараз вони виставлені в Складах.

### Сіновал

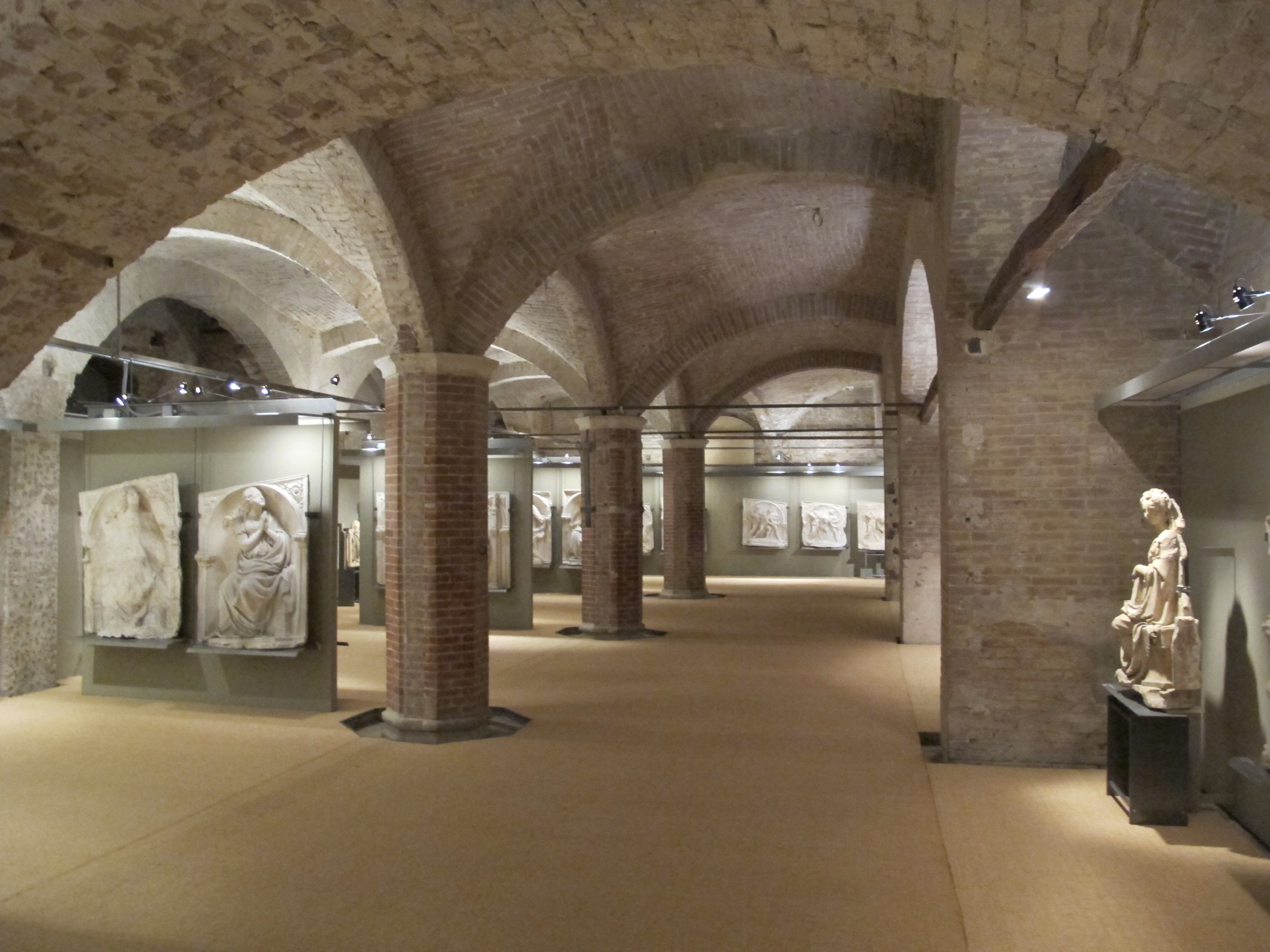
«Сіновал» з оригінальними частинами «Фонтану Радості» авторства Якопо делла Кверча

Зала під назвою «Сіновал» (італ. Fienile) почала приймати подорожуючих наприкінці 13-го сторіччя, бл. 1300 року під час першого ювілейного року за Папи Боніфація VIII. Сьогодні в кімнаті розташовані оригінальні частини «Фонтану Радості», який був зведений в 1409–1419 рр. Якопо делла Кверча на Піацца дель Кампо.
Робота, виконана з мармуру Сієнських гір (муніципалітети Казоле-д'Ельса, Монтериджоні, Сієна та Совічилле) у наступні сторіччя зазнала багато пошкоджень, тому 1859 року радою міста було встановлено замінити фонтан на нову копію, яка б точно відповідала оригіналу. Така копія була виготовлена Тіто Сарроккі та встановлена 1869 року. Оригінал 1904 року був перенесений для виставки «Старовинне Сієнське мистецтво» до Ложі Дев'яти у Палаццо Публіко (Ратуші), де він лишався до 1989 року. 1998 року перша частина Сіновалу була відкрита для відвідувачів, а завершення експозиції відбулось березні 2011 року.
Крім оригінальних частин фонтану також демонструються гіпсові муляжі, за якими Тіто Сарроккі виготовляв сучасний Фонтан Радості, а також дві унікальні фотографії з Архіву Маландріні «Fondazione Monte dei Paschi di Siena», які показують оригінальний Фонтан Радості на Піацца дель Кампо, який знаходився на 9,6 метра далі на захід та 1,6 метра далі на південь від Палаццо Казіно деі Нобілі (букв. палац відпочинку благородних), ніж сучасний.

### Національний археологічний музей Сієни

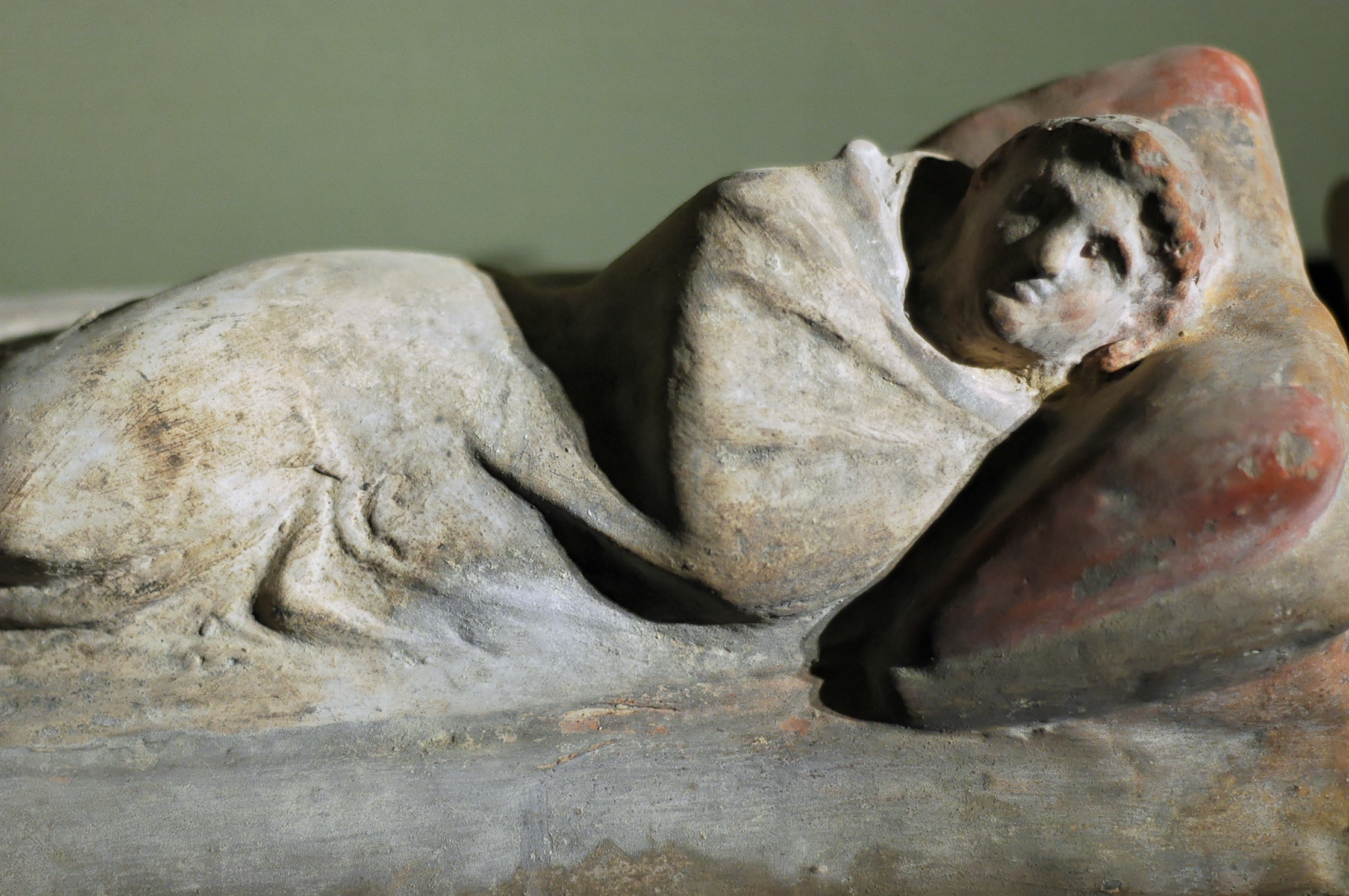
Етруський саркофаг в археологічному музеї

Археологічний музей був заснований 1933 року Рануччо Бянкі Бандінеллі як Antiquarium comunale. 1941 року він перейшов до власності держави та був перейменований у Регіональний археологічний музей, потім у Національний сієнський музей етрусків. Колекція музею спочатку перебувала у Палаццо Публікота в Академії красних мистецтв Сієни. З 1993 року музей переїхав до музейного комплексу Санта Марія делла Скала. Вхід до музею — через церкву Святого Анзано.
Частина колекції походить з Accademia dei Fisiocritici, заснованої 1691 року, інші предмети отримані пізніше з приватних зібрань. Топографічна секція містить знахідки з Сієни, регіону К'янті, долини річки Ельса та розташованих на південь від Сієни територій, напр. Мурло.

#### Обрані твори мистецтва
- Андреа ді Бартоло: «Божої Матері милосердя» (середина 14-го ст.)
- Мартіно ді Бартоломео: "Трійця між Святим Лоренцо і Євангелістом Іваном Богословом
- П'єтро ді Доменіко ді Монтепульчіано: «Христос як Багатостраждальний Іскупитель» (італ. Cristo in Pietà) (1487 р.)

#### Колекції
- Колекція Багральї Петруччі: 1918 року подарована ним місту Сієна, до 1941 року вона перебувала у Сартеано, а після його була перевезена до Сієни. Предмети колекції походять з Казоле-д'Ельса та Сартеано, переважно становлять частини етруських поховань, напр. поховальні урни.
- Колекція Бончі Касуччіні: створена в першій половині 20-го ст., у володінні музею з 1952 року. Предмети колекції переважно походять з околиць К'юзі.
- Колекція Кіджі Цондадарі: походить з кінця 19-го ст., коли була створена маркграфом Бонавентура Кіджі Цондадарі. З початку 1950-х у володінні музею. Предмети колекції походять з Бронзової доби та Залізної доби і були знайдені в Казоле д'Ельса, Монтериджоні та Розії (частина Совічилле). Переважно це етруські голови та вази з теракоти. Також виставлений римський «саркофаг Муз» (італ. Sarcofago delle Muse).
- Колекція комунальна та Accademia dei Fisiocritici: переважно складається з етруських, піценських, римських та умбрійських монет, а також гербових печаток 18-го ст. Пізніше до Сієни були передані знахідки з Віа Кампансі.
- Колекція М'єлі: подарована Леоне М'єлі місту 1882 року. Основна частина предметів походить з території довкола К'янчіано-Терме та П'єнци та містить тесла та стріли.

### Ораторій Святої Катерини Нічної
Ораторій Святої Катерини Нічної (італ. Oratorio di Santa Caterina della Notte) присвячений Святій Катерині Сієнській. Не пізніше 14-го сторіччя він належав Братству Святого Архангела Михайла (італ. Confraternità di San Michele Arcangelo), яке в 1479 році перейменувалося у Братство Святої Катерини Нічної.
В ораторії містяться:
- картини на полотні Рутиліо Манетті та Франческо Рустічі;
- картина на дошці Таддео ді Бартоло «Мадонна з немовлям, чотирма ангелами і святими Іваном Хрестителем та Андрієм» (італ. Madonna col Bambino, quattro angeli e i Santi Giovanni Battista e Andrea, 1400 р.);
- робота невідомого сієнського художника «Свята Катерина, яка захищає покровом чотирьох монахів братства; Христос Воскреслий; стигмати Святої та зняття з хреста» (італ. Santa Caterina che protegge sotto il manto quattro confratelli, Cristo risorto, le Stimmate della Santa e la Deposizione, бл. 1500 р.).

Майже всі інші роботи (картини та скульптури) в ораторії присвячені святій Катерині та створені невідомим сієнськими митцями.

### Палаццо Скварчіалупі
Палац Скварчіалупі (італ. Palazzo Squarcialupi), який примикає до комплексу будівель Санта-Марія-делла-Скала зліва від фасаду та межує з віа дель Капітано, з'явився завдяки розширенню шпиталю, дозволеного містом 1336 року, та був збудований вже 1338 року. Він був ініційований тодішнім ректором Джованні ді Тезе деі Толомеі. Прибудова мала чотири поверхи та 3000 м². Приміщення першого поверху містять Каплицю Дів (сьогодні використовується як головний вхід до комплексу будівель), Залу жінок-паломників, Вузьку залу (італ. Sala Stretta) та Залу головного інспектора (італ. Sala del Provveditore). На першому поверсі розташовані Зала Святої Катерини, Зала Клаудіо Толомеі та Камінна зала. На четвертому поверсі Зала годувальниць (італ. Sala della Balìe) використовується для великих виставок.
Крім того, в будівлі знаходяться бібліотека з 16 000 книг та фототека з бл. 50 000 фотографіями, які отримані з «Fondo de Mata» та належали римському історику мистецтв Джуліано Бріганті (1918–1992). Обидва зібрання придбані містом Сієна 2006 року та передані для користування «Європейському дослідницькому центру консервації та реставрації» (італ. Centro Europeo di Ricerca sulla Conservazione e il Restauro, скорочено — CERR). До підвальних приміщень доступу не має.
Палац відкрився після реставрації 2003 року виставкою про Дуччо ді Буонінсенья.

#### Зала жінок-паломників
Зала жінок-паломників (італ. Pellegrinaio delle Donne, також італ. Spedale delle Donne (жіноча лікарня), італ. Convento delle Fanciulle (дівочий монастир) чи нова назва італ. Corsia Marcacci (палата Маркаччі)) знаходиться на першому поверсі Палаццо Скварчаалупі.

#### Каплиця Дів
Каплиця Дів (італ. Cappella delle Fanciulle) була утворена як каплиця нового Залу жінок-паломників (італ. Pellegrinaio delle Donne). В кімнаті є фрески Андреа ді Бартоло («Розп'яття»), Бартоло ді Фреді («Страждання жінок біля могили» та «Моління про чашу», приписуються) та Мартіно ді Бартоломео ("Трійця зі святими Філіппо і Лоренцо).

### Пасаж
Так званий Пасаж (італ. Passeggio) — це перехід, який веде до Каплиці Мадонни в мантії, Зали Святого Пія та Зали паломників. Він утворився при розширенні шпиталю наприкінці 14-го сторіччя. У ньому виставлені чотири скульптури: «Святий Варфоломей» Ландо ді Стефано та «Святий Фома» Мар'яно д'Анжело Романеллі (обидві створені у другій половині 14-го сторіччя та спочатку знаходились в Каплиці П'яцца дель Кампо в Палаццо Публіко), інші дві скульптури походять з «Ложі торговців» (італ. Loggia della Mercanzia) неподалік від П'яцца дель Кампо та були створені Антоніо Федерігі («Святий Вітторе», 1459 р.) та Векк'єтти («Святий Петро», 1460–1462 рр.).

### Зала паломників

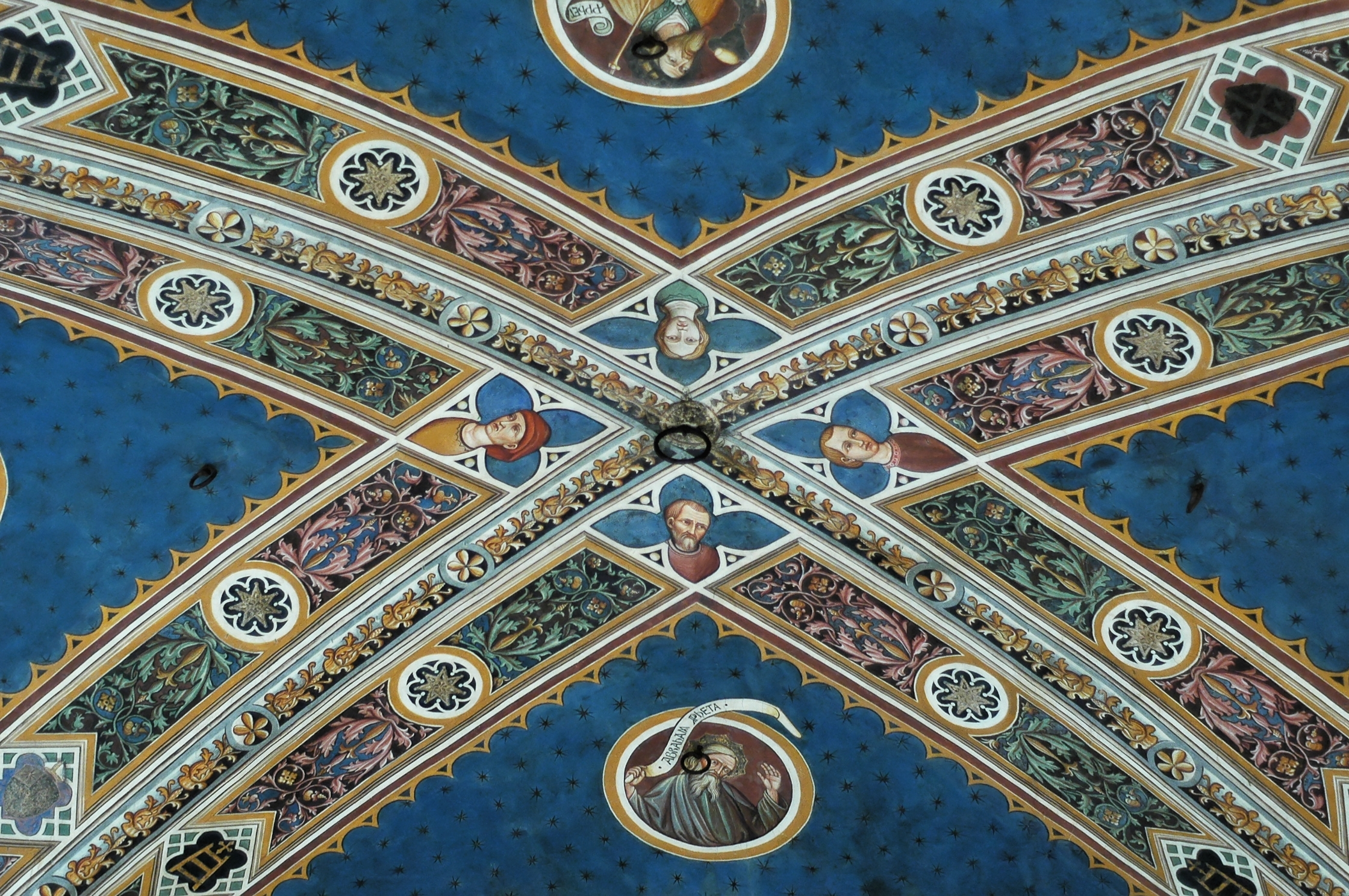
Склепіння Зали паломників

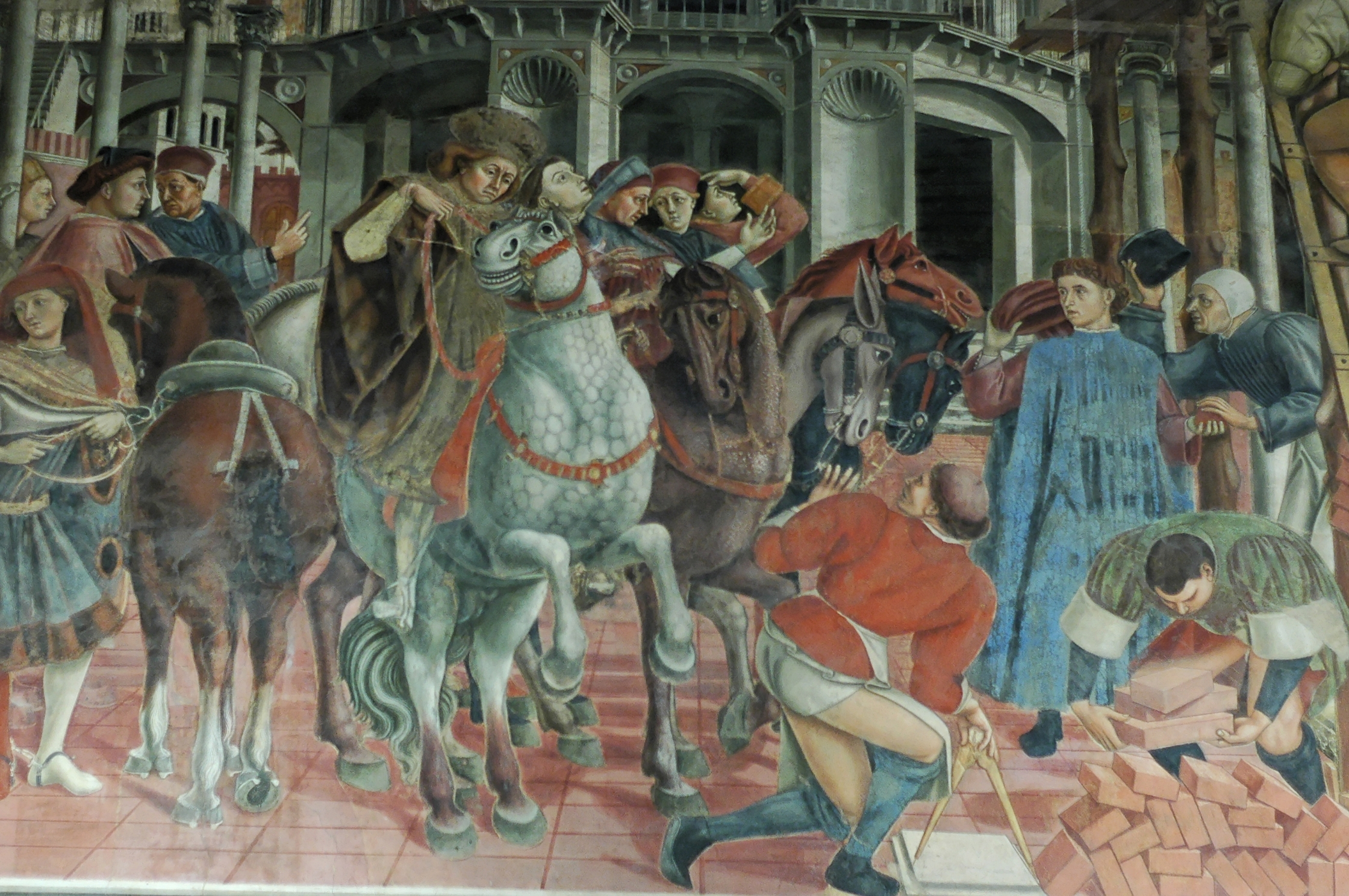
Доменіко ді Бартоло, «Розширення шпиталю на сходах», Зала паломників

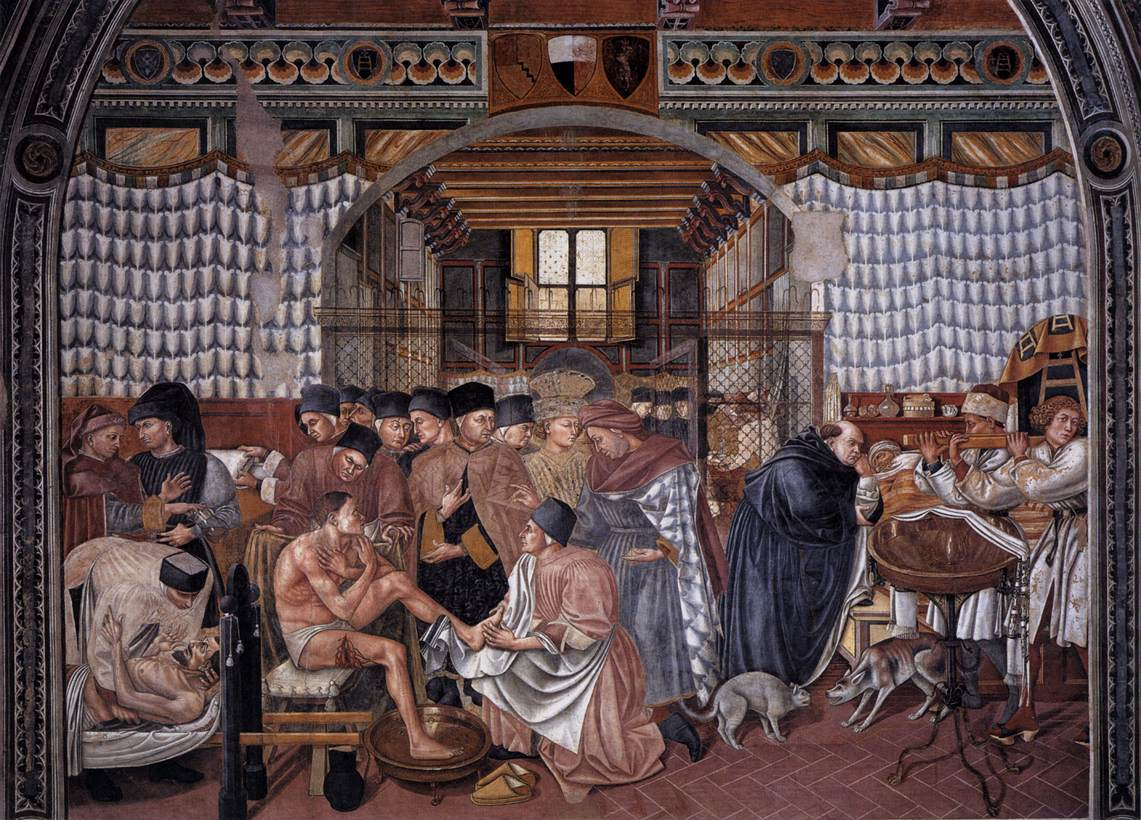
Доменіко ді Бартоло, «Лікування хворих», 1440/41 рр., Зала паломників

Так звана Зала паломників (італ. Pellegrinaio) слугувала відпочинку пілігримів та була найважливішим приміщенням будівлі з огляду на її (колишню) функцію та видатні фрески. Зала була створена в тридцяті роки 14-го сторіччя, завершена бл. 1380 року. Вже на початку 15-го сторіччя Зала була реставрована — дерев'яна стеля була замінена на кам'яну (яка була розписана 1439 року Агостино ді Марсильо), а до колон були додані капітелі. Між 1405 та 1410 роками був підсилений підвал, над головною кімнатою зведений дормиторій, і все було накрито дахом. Остання травея, відома як «рів Святого Анзано» (італ. Fosso di Sant’Ansano), була прибудована наприкінці 16-го сторіччя і прикрашена фресками флорентійських митців Пєтро д'Акілле Кроджі та Джованні ді Раффаелло Навезі в 1577 році. При цьому розширенні Зали паломників були знищені дві фрески авторства П'єтро ді Джованні д'Амброджо.
Перші фрески («Історія Тобіаса») з'явилися в Залі ще до 1440 року, їх співавторами були Векк'єтта та Лучіано ді Джованні да Веллетрі. Однак вони були невдовзі принесені в жертву циклу фресок, замовленому ректором Джованні ді Франческо Буццікеллі. Цикл складається з 10 фресок, особливістю яких є те, що вони на писані не на релігійні мотиви, а зображують повсякденне життя.
Також в приміщенні містяться: мармуровий стіл Фламініо дель Турко, виготовлений на початку 17-го сторіччя в стилі пізнього маньєризму для Санта-Марія-делла-Скала (з гербом шпиталю). Стіл перебуває в цьому приміщенні з 1783 року.

#### Твори мистецтва (зліва направо)
- Векк'єтта: «Історія блаженного Сороре», 1441 р.
- Доменіко ді Бартоло: «Милостиня єпископа» (італ. La limosina del vescovo), також відома «Розширення шпиталю на сходах» (італ. Ampliamento dell'Ospedale della Scala), 1442/43 рр.
- Пріамо делла Кверча: «Блаженний Агостино Новелло вступає в сан ректора шпиталю» (італ. Il Beato Agostino Novello conferisce l'investitura al rettore dello Spedale), 1442 р.
- Доменіко ді Бартоло: «Папа Целестин III надає шпиталю привілеї автономії» (італ. Il pontefice Celestino III concede privilegi di autonomia all'Ospedale) (створена між 1442 і 1444 роками, показує папу Целестина III під час передачі шпиталю документу з привілеями)
- Пєтро д'Акілле Кроджі та Джованні ді Раффаелло Навезі: «Оплата послуг годувальниць пшеницею» (італ. Pagamento del baliatico con il grano) (створена бл. 1577 р. у т.зв. «рві Святого Анзано» (італ. Fosso di Sant'Ansano))
- Пєтро д'Акілле Кроджі та Джованні ді Раффаелло Навезі: «Оплата послуг годувальниць грошима» (італ. Pagamento del baliatico con il denaro) (створена бл. 1577 р. у т.зв. «рві Святого Анзано» (італ. Fosso di Sant'Ansano))
- Доменіко ді Бартоло: «Лікування та догляд за хворими» (італ. Cura e governo degli Infermi), 1440/41 рр.
- Доменіко ді Бартоло: «Роздача милостині» (італ. La distribuzione della limosina) (1441 р., у сцені показана Церква шпиталю)
- Доменіко ді Бартоло: «Прийом та весілля підкидьків» (італ. Accoglimento e nozze dei trovatelli), також відома як «Прийом, навчання і шлюб дочки шпиталю» (італ. Accoglimento, educazione e matrimonio di una figlia dello spedale), 1441/42 рр.
- Доменіко ді Бартоло: «Бенкет бідних» (італ. Il banchetto dei poveri), 1443/44 рр.

### Зала Святого Анзано та Зала Святого Галгано
Зала Святого Анзано та Зала Святого Галгано також має назву «Лікарня Святого Галгано» або «Перша зала чоловіків-паломників» (італ. Primo Pellegrinaio degli uomini). У приміщенні розташовані фреска «Розп'яття з Мадонною та Святим Іваном Хрестителем» Паоло ді Джованні Фей. Обидва приміщення початково були окремими будинками з власними фасадами і у другій половині 12-го сторіччя буди приєднані до головної будівлі. Будинку були об'єднані та слугували другим залом паломників до 14-го сторіччя, коли була створена Зала паломників, яка існує до сьогодні. Стіна між приміщеннями була зведена у 15-му сторіччі, для того, щоб складати у кімнатах продовольчі товари. Обидва приміщення використовувались в 18-му сторіччі як лікарняні кімнати, а зараз час від часу використовуються для виставок.

### Зала Святого Йосипа
У Залі Святого Йосипа (італ. Sala di San Giuseppe, інша назва — Гіпсотека) розміщені скульптури сієнського митця Тіто Сарроккі. Бл.200 скульптур з гіпсу були створені ним після повернення з Флоренції до Сієни у 1855 році. За порадою свого друга архітектора та реставратора Джузеппе Партіні Сарроккі передав їх місту Сієна в 1894 році. З 1999 року роботи доступні широкому загалу в цій Залі музейного комплексу.

### Зала Святого Леопольда
У залі розташований Музей мистецтв для дітей (італ. Museo d’arte per bambini).

### Зала Святого Пія

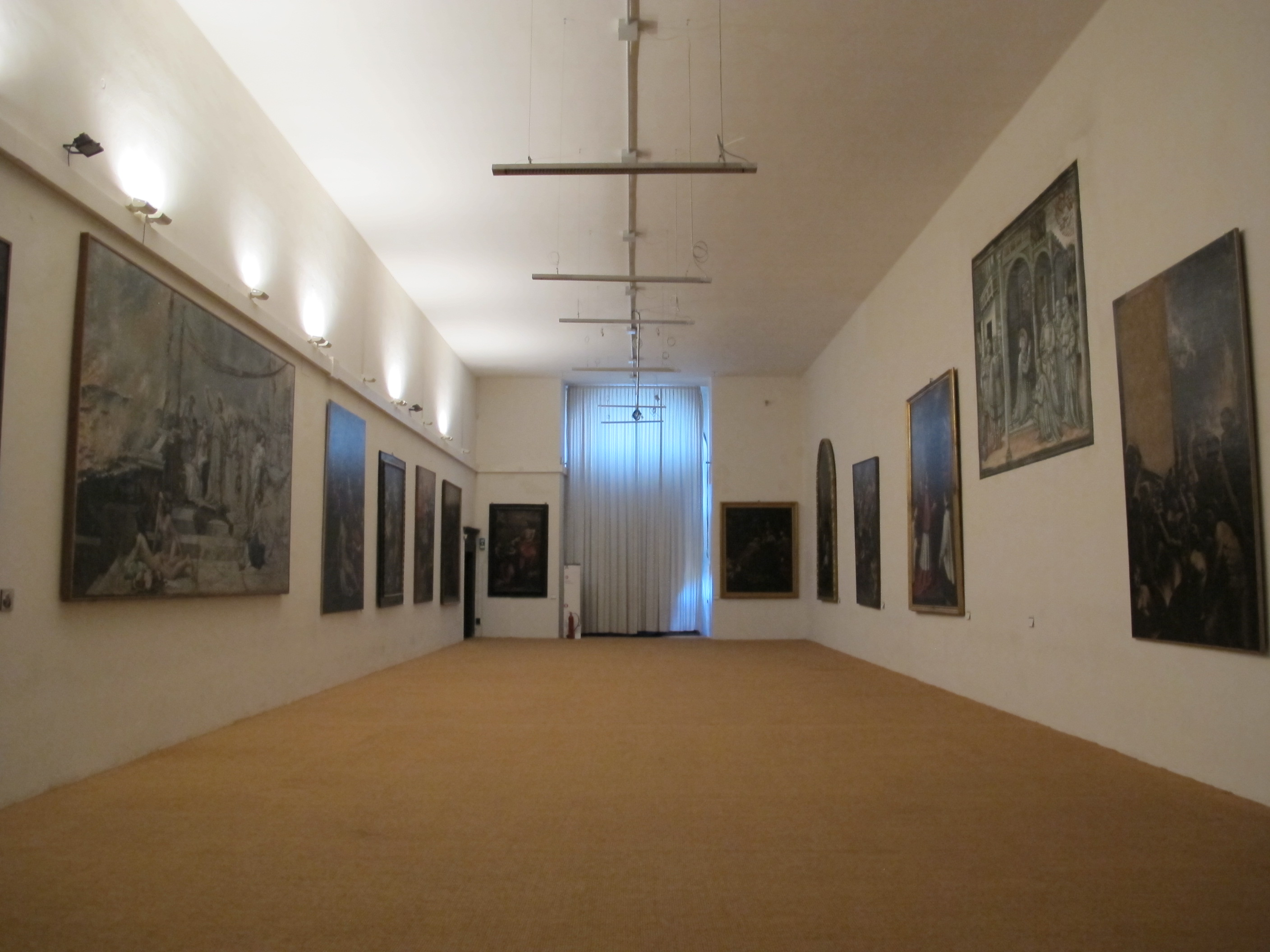
Зала Святого Пія

Зала Святого Пія (італ. Sala di San Pio, інші назви — Лікарня Святого Пія, Нова зала паломників, або Зала паломників Валлеп'ятта (італ. Pellegrinaio di Vallepiatta) була створена під час розширення комплексу будівель наприкінці 14-го сторіччя.
У Залі є фреска Пріамо делла Кверча «Блаженний Джованні Коломбіні» 1440 року. Сьогодні Зала використовується як виставковий простір для картин. Найзначущими з них є картини П'єтро Алді, що розповідають про важливі моменти історії Сієни, наприклад картина «Останні години свободи Сієни» (італ. Le ultime ore della libertà senese) про події на П'яцца дель Кампо перед захопленням флорентинцями 1555 року.

#### Твори мистецтва (зліва направо)
- П'єтро Алді: «Останні години свободи Сієни» (олія по полотні, створена 1882 р. і тоді придбана містом Сієна у Риму)
- П'єтро Алді: «Нерон розмірковує про спалення Риму» (незавершена)
- Астольфо Петрацці: «П'єта і святі Іоанн Богослов, Бернард і Фома» (італ. La Pietà e i Santi Giovanni Evangelista, Bernardino e Tommaso, походить з сієнської церкви Святого Дезидерія)
- Сімондіо Салімбені: «Явлення Мадонни Святому Рокко»
- Франческо Ванні: «Коронування Пресвятої Діви Марії з Святою Мартою та Святим Августином»
- Стефано Волпі: «Мучеництво святих Якова та Філіпа» (приписується)
- Франческо Ванні: «Коронування Пресвятої Діви Марії», 1607 р.
- Рутиліо Манетті: «Поклоніння волхвів»
- Рутиліо Манетті: «Диво Святого Елігія»
- Рутиліо Манетті: «Непорочне зачаття»'
- Франческо Рустічі: «Молитва Святого Карло Борромео» (походить з сієнської церкви Святого Дезидерія)
- П'єтро Соррі: «Чистилище» (позика з Національної пінакотеки Сієни, початково знаходилась в Церкві Покрова в Санта-Марія-Провенцано)
- П'єтро Соррі: «Трійця» (позика з Національної пінакотеки Сієни, 1608 р.)

### Інші твори мистецтва у будівлі
Твори (картини олією по полотні), які станом на 2012 рік перебували у кімнатах поруч з переходом:
- Себастьяно Фоллі: "Свята Катерина Сієнська, бл. 1610 р.
- Агостіно Маркуччі: «Процесія на Соборній площі», перша половина 17 ст.
- Агостіно Маркуччі: «Молитва Святого Нікола да Толентіно», перша половина 17 ст.
- Бернардіно Меі: «Портрет Джакомо Санседоні», 1641 р.
- Антоніо Насіні: «Mosè salvato dalle acque» бл. 1690 р.
- Антоніо Насіні: «Вигнання з Раю»

## Комори

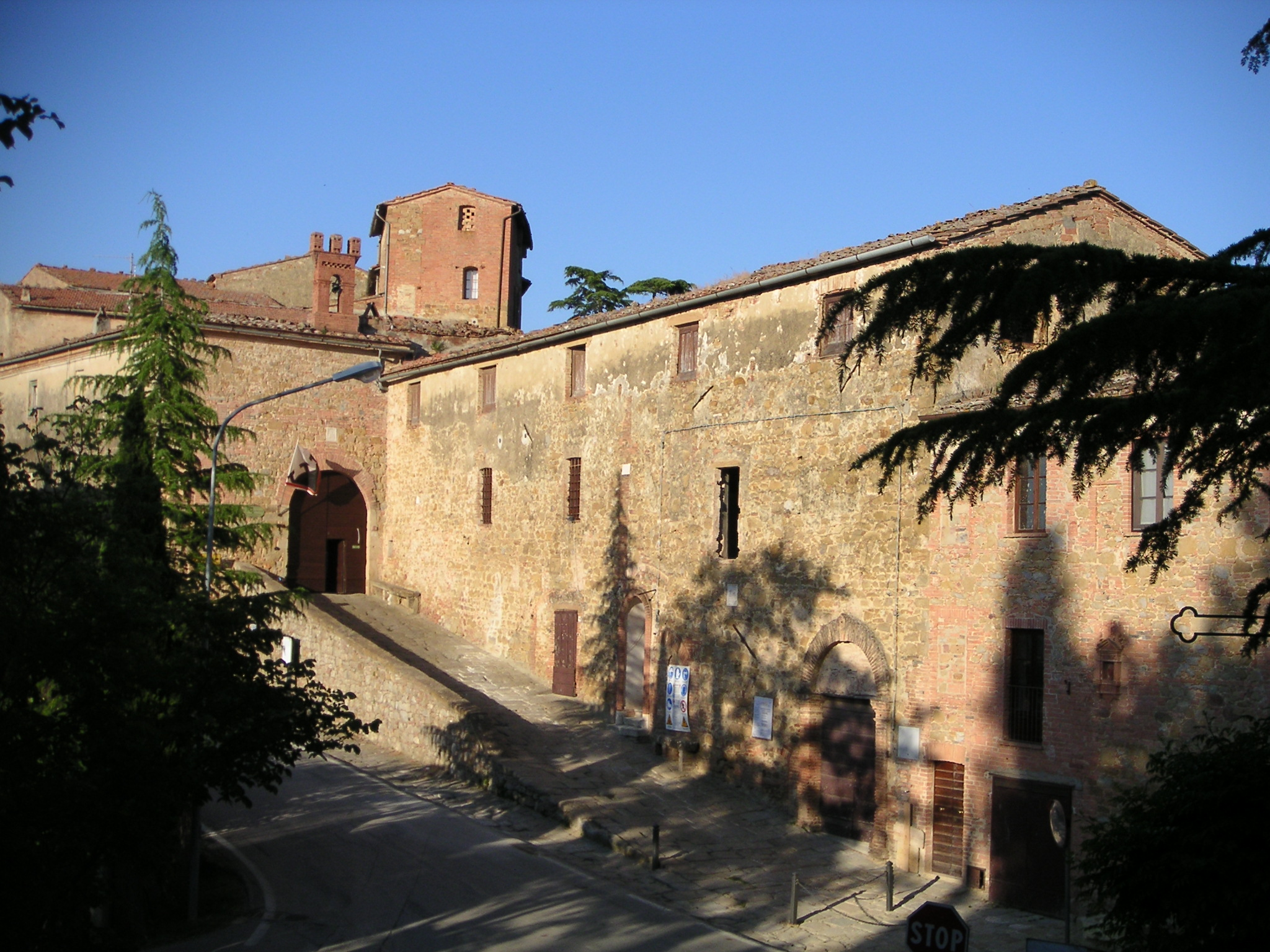
Комора Санта-Марія-делла-Скала в Монтізі, Сан Джованні д'Ассо

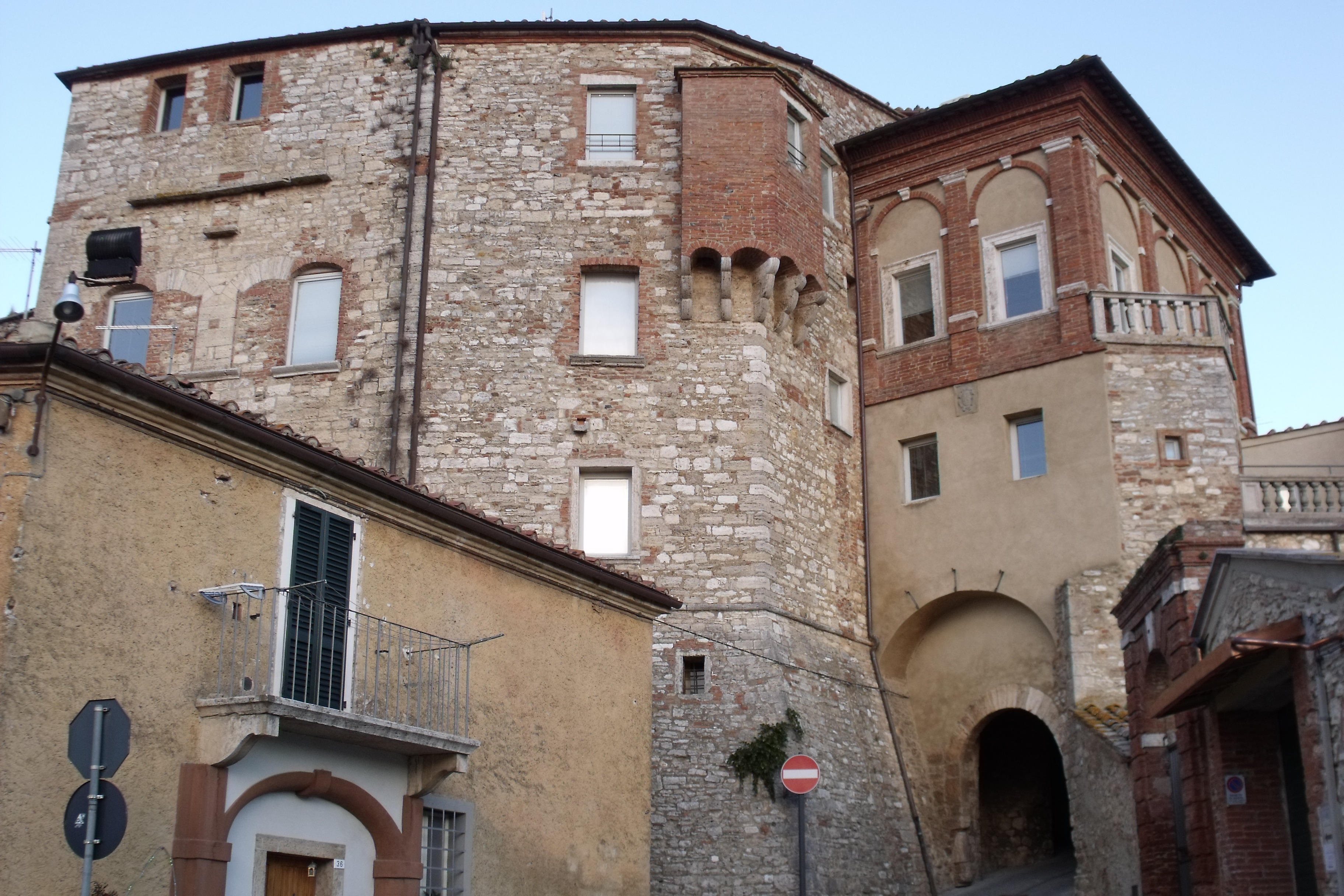
Комора в Серре ді Раполано в Раполано-Терме

Комори Санта-Марія-делла-Скала (італ. Grancie di Santa Maria della Scala, відомі також просто як «Комори») були укріпленими комплексами будівель — комор для зберігання церковної десятини, які використовувались для зберігання та охорони продуктів харчування (переважно зернових культур, оливкової олії та вина) та перебували під управлінням шпиталю. Завдяки ним Санта-Марія-делла-Скала могла себе забезпечувати продуктами харчування. Наприкінці 16-го сторіччя шпиталь управляв 12-ма такими «коморами», які володіли 189 будинками, 164 садибами, 15 млинами, а також численними остеріями та печами для виробництва цегли. Відділення «Комор» були у містах Барберино-Валь-д'Ельса, Колле-ді-Валь-д'Ельса, Флоренція, Поджібонсі, Монте-Сан-Савіно, Прочено, Рієті, Сан-Джиміньяно, Сан-Мініато та Тоді.
Головними були Комори в Мензано (частина Казоле д'Ельса), Монтеліска (частина Сієни), Сан-Куїрико-д'Орча, а також:
- Куна (Море ді Куна, Монтероні-д'Арбія) з 1152 року була самостійним шпиталем на Дорозі франків та 1295 року була приєднана до Санта-Марія-делла-Скала ректором Рісторо Менгі. З 1314 року за правління ректора Джованні ді Тезе деі Толомеї територія була суттєво розширена.
- Гроссето, існував з кінця 13-го сторіччя як склад для товарів Маремми. Комора Гроссето (італ. Grancia di Grosseto) в 18-му сторіччі була передана Шпиталю Милосердя Гросетто (італ. Ospedale della Misericordia di Grosseto).[35]
- Монтізі (сьогодні частина Сан-Джованні-д'Ассо), була створена 1295 року після того, як власник (синьйор) Монтізі Сімоне Каччіяконті подарував земельну ділянку шпиталю, на якій було зведено будівлю. В 1775 році ця комора була продана Леопольдом II Джакопо Маннуччі Бенінкаса, чим нащадкам Комора належить і сьогодні. 30 червня 1944 року німецькими військами була знищена її головна вежа, схоже на вежу «Торре-дель-Манджа» (італ. Torre del Mangia, букв. «вежа іжі») Палаццо Публіко в Сієні. Сьогодні в коморі розміщується реставрований театр на 58 місць.[36]
- Серре ді Раполано (частина Раполано-Терме), існував з 13-го сторіччя як склад для товарів Crete Senesi та 1405 року був перебудований у фортецю. Вежа та інші частини будівлі у війні між Флоренцією та Сієною були знищені 1555 року, але вже 1575 року за наказом ректора Клаудіо Сарачіні були відбудовані. Сьогодні в ньому розташований Музей старовинної комори (італ. Museo dell’Antica Grancia).[37][38]
- Спедалетто (П'єнца), з 1236 року було у володінні Санта-Марія-делла-Скала.